# Creatonotos punctivitta
Creatonotos punctivitta là một loài bướm đêm thuộc phân họ Arctiinae, họ Erebidae.